# Epífanes (gnòstic)
Epífanes (grec antic: Ἐπιφάνης) va ser l'autor d'un text gnòstic conegut com La Justícia o Sobre la Rectitud, segons Climent d'Alexandria.
Va néixer a Cefal·lènia a final del segle i o a començament del segle ii, i hom el considera fill de Carpòcrates, el fundador d'una secta gnòstica de la primera meitat del segle ii anomenada carpocratisme. Epífanes va morir amb 17 anys, i Climent explica que va ser «adorat pels cefal·lenis com un déu amb ritus molt elaborats i de contingut lasciu al gran temple de Same, el dia de la lluna nova». Alguns autors moderns pensen que Climent va interpretar malament un antic ritus d'adoració a la lluna en la seva epifania que se celebrava a Same, amb l'adoració d'un personatge anomenat Epífanes. La duració, en el cicle lunar de 17 dies entre les fases de la lluna podria haver-la interpretat com els 17 anys de vida del noi.
Es considera a Epífanes un dels primers en el cristianisme primitiu que van promoure una visió positiva i oberta del plaer sexual. Ell, i altres com ell, van ser combatuts pels pares de l'Església, sobretot per Climent d'Alexandria, Tacià, Jeroni i Agustí.